# R・ダニール・オリヴォー
R・ダニール・オリヴォー（R. Daneel Olivaw）は、SF作家アイザック・アシモフの小説作品に登場する架空のロボット。人間そっくりの外観を持つヒューマンフォーム・ロボット（アンドロイド）である。頭の「R」はロボットを表す。
『鋼鉄都市』などのSFミステリ長編にて、人間の刑事イライジャ・ベイリとのコンビで数々の難事件を解決している。さらにベイリの遺志に従い、再び地球人が宇宙に進出してスペーサーに代わり銀河系の覇者となるのを助け、彼らが銀河帝国を建設するのを2万年の長きに渡って見守り、ファウンデーションやガイアの成立にも大きく関わっている。ロボットシリーズとファウンデーションシリーズとの統合において、その橋渡し役となった重要なキャラクターである。

## 能力
外観は全く人間そっくりに作られている。その徹底ぶりは指紋や口腔内、果ては性器にも及んでおり、同型ロボットのR・ジャンダー・パネルが自由に勃起させる能力を持ち人間の女性と性交に及んでいる事から、ダニールも同様の機能を持つと推測される。一方でロボットとしての怪力や敏捷性、強度も持ち合わせている。
動力は小型の核融合発電ユニットを内蔵しており当然食事は不要だが、人間に擬態する能力のひとつとして食事をする事は可能。ただし食物は体内の人工胃に蓄えられるのみであり、後で取り出して排出する必要がある。皮膚は特殊な方法で縫合されており、メンテナンスや食物排出などのために、彼自身の操作により器具無しで開閉が可能となっている。
極めて高度な陽電子頭脳を備えており、見聞きした全ての事を半永久的に記憶する能力を持つ（本人は「忘れる能力が無い」と述べている）。思考能力については、当初は「手足の生えた計算機」的な無機的な推論に留まっていたが（ベイリは「ロボットは理性的だが分別がない」と揶揄している）、ベイリと捜査を共にして彼の捜査・推理術を間近に観察した経験により、優れた推理推論力を持つ様になる。またある人物の脳波を遠隔感知して、その性格性向や精神状態を特定する「脳分析」の能力を持ち、また無線通信機を内蔵しており、シティからスペース・タウンのファストルフ博士と通信を行っている（ただしこの二つの設定は『鋼鉄都市』以外の作品には登場していない）。
ロボット工学三原則に従っているのは勿論だが、スペーサーや地球人類の運命に関わるうちに三原則に不備を感じる様になり、遂には人類全体の利益・安全を個人のそれに優先させる「第零法則」の発案・履行に至る。同僚のロボット、R・ジスカルド・レベントルフから精神作用能力（人間やロボットの精神を読み取り、ある程度の操作を行う能力）を受け継ぎ、ジスカルドの機能停止後は人類の守護者としての重責を長きに渡り背負っていく事となる。

## 来歴

### ロボットシリーズ
スペーサー・ワールド（宇宙国家）の中で最も強大な国家オーロラの社会学者ヌメノウ・サートン博士とロボット工学者ハン・ファストルフ博士により、地球のスペーサー駐在施設「スペース・タウン（宇宙市）」にて製作された。その容姿と知識はサートン博士のそれを基にしている。元々の彼が製作された目的は、免疫抵抗力を失い群集にも慣れていないスペーサーに代わって、地球のシティに入って地球人と共に生活し、彼らの性向や文化を理解分析し、再度の宇宙開発への誘導を図る糸口とする事であった。なおこの時点で、行動面において外見上人間と見分けがつかないヒューマンフォーム・ロボットの設計理論はファストルフ博士独自の物であり、地球は勿論オーロラや他のスペーサー・ワールドにも存在しなかった。
製造後間もなく、生みの親サートン博士が何者かに殺害される事件が発生、ダニールは急遽その捜査の任に当たる事となり（この際、ファストルフ博士の監督下にて「正義（尊法の精神）に対する欲求」を追加されている）、地球人の刑事イライジャ・ベイリとコンビを組む事となった。（『鋼鉄都市』）
スペース・タウン撤収に従いファストルフと共にオーロラに戻るが、間もなく宇宙国家ソラリアで発生したデルマー博士殺害事件の捜査に派遣され、ベイリと再びコンビを組んで捜査に当たった。さらに2年後に同型のヒューマンフォーム・ロボットであるR・ジャンダー・パネルの突然の機能停止によりファストルフが窮地に陥った際、その捜査に招聘されたベイリをR・ジスカルドと共にサポートした。（『はだかの太陽』『夜明けのロボット』）
後年、死の床に就いたベイリの許に駆けつけており、彼の最期の言葉がダニールに重大な示唆を与える事となった。彼の死後もダニールは彼の事を「パートナー・イライジャ」と呼ぶなど結びつきは強く、陽電子頭脳の記憶容量を稼ぐための記憶の再構成処置についても、ベイリの記憶を失いたくないために記憶容量の限界を迎えるまでそうした処置は受けたくないと述べている。
ファストルフの死後はR・ジスカルドと共にグレディアの所有となり（実際は彼女を護るために彼らがそう仕組んでいた）、ベイリの遺言に従い地球人およびセツラー（地球からの銀河再植民）が銀河系の明日の覇者となる様に仕向けるが、ファストルフの仇敵で反地球派のリーダーであるアマディロ博士らの力が増すと共に、三原則の枠内では彼等を抑えられないジレンマに遭遇、ジスカルドとの思考実験の末に「第零法則」の発案に至る。その後ジスカルドが第零法則に従いある行動を行ったために機能停止に陥った際、彼から精神作用能力を引き継がされ、銀河系の命運を託される事となる。（『ロボットと帝国』）

### ファウンデーションシリーズ
ロボットを排斥した地球人（セツラー）が銀河系の覇者となり、スペーサーがその陰に消えて行った事で、ロボットもまた伝説の中のみの存在と化していった。その中でダニールはそのヒューマンフォームの外見を生かして人間として適応し、一方で老朽化した部品の修繕・交換により不死の存在となっている。製造から一万年後には、記憶容量の限界と老化を迎えていた陽電子頭脳をも自ら設計したより複雑な頭脳に交換、全ての記憶と精神作用能力を含む機能とを移し替える。以後同様のプロセスを繰り返すが、頭脳が複雑化を重ねると共に安定性や寿命が低下していき、後のファウンデーションの時代にはその限界を迎えている。
『ファウンデーションへの序曲』では、エトー・デマーゼル（Eto Demerzel）の名で銀河帝国皇帝クレオン一世の宰相を務めていた。一方、数学者ハリ・セルダンの前に一介のジャーナリストとして現れた際はチェッター・ヒューミン（Chetter Hummin）と名乗っていた。これは作中でセルダンも指摘している様にbetter human（良き人間）をもじった物と考えられる。自らも帝国の崩壊を危惧していたダニールはセルダンの心理歴史学研究を促し、支援を行った（「新・銀河帝国興亡史」では、セルダンの出現自体がダニール達によって計画されていた事が示されている）。
ある事件を機に宰相職をセルダンに譲った後は世間から姿を隠し（最後に公の場に姿を現したのはセルダンの葬儀の時であった）、伝説の人類発祥の惑星・地球に隠遁する。地球に到達したトレヴィズ一行の前に姿を現した時は、すでに頭脳の更新がその限界を迎えており、新たな延命策として若いソラリア人ファロムとの精神融合を画策していたが、その後については不明である。（『ファウンデーションの誕生』『ファウンデーションと地球』）
「新・銀河帝国興亡史」では、彼以外にも多くのロボットが（彼が製造させた者も含めて）人類に隠れて生存しており、第零法則に従うロボットの派党「ジスガルド派」の指導者として、あくまで三原則のみに従うべきだとする「カルヴィン派」のロボット達と抗争を繰り広げている。また天才数学者セルダンと常に正しい判断を行う人物トレヴィズの出現も彼らにより仕組まれた物であった事が明かされている。

## 備考
- アシモフ自身が『ゴールド-黄金』所収のエッセイなどで語っている所に依れば、ダニールの原型は初期のロボット短編「お気に召すことうけあい」（『ロボットの時代』所収）に登場する、人間そっくりの執事ロボット・トニイであり、また後に人間に化けて銀河帝国の運営に関わるくだりは、「証拠」「災厄のとき」（『われはロボット』所収）に登場する政治家ロボット（作中ではロボットである事は明示されていないが）、スティーブン・バイアリイが基になっている。またダニールの名は「ダニエル」のもじりである事も明かされており、イライジャ・ベイリの名前の由来になった預言者エリヤ同様、旧約聖書に登場する、ネブカドネザル2世に仕えた賢者で裁判の守護聖人でもあるダニエルをモチーフにしている可能性がある。
- ファウンデーションシリーズではダニールがセルダンやトレヴィズらに「第零法則の発案者はジスカルド」と語っているが、『ロボットと帝国』にて実際に最初に主張したのはジスカルドでなく彼であり（ジスカルドは当初は否定的だった）、「新・銀河帝国興亡史」最終作『ファウンデーションの勝利』ではこの矛盾に対する指摘がある。
- 東京大学で2003年に開発された、起き上がり動作に特化したロボットが「ダニール」と名付けられている。